# Dirk Maassen
Dirk Maassen (Aquisgrana, 28 febbraio 1970) è un compositore e pianista tedesco.

## Biografia
Maassen è cresciuto a Herzogenrath, ha frequentato la scuola elementare del distretto di Strasburgo e fino al 1989 il ginnasio. Dopo il liceo ha studiato Ingegneria Elettrica presso la RWTH Aquisgrana. All'età di dieci ha ricevuto lezioni di pianoforte e organo. Nel 1980 suonò nel campo della musica elettronica. Nel 1990 fece un tour con vari musicisti, con il quale ha prodotto due CD. Allo stesso tempo, stava lavorando ad un progetto musicale chiamato "Unknown Vision". Alla fine dello scorso millennio smise di suonare e decise di lavorare nel campo informatico.
Nel 2011, ritornò nuovamente a suonare pianoforte e nell'autunno del 2016 fece la sua prima tournée.
Contribuì anche a fare le colonne sonore del cortometraggio Crossroads (2015) dove fu anche premiato al Festival di Cannes 2015. Attualmente Dirk Maassen vive a Ulm.

## Discografia
- 2014 – Anmut
- 2014 – The Sitting Room Piano (Chapter I)
- 2014 – The Sitting Room Piano (Chapter II)
- 2015 – One Night in Cologne
- 2015 – The Sitting Room Piano (Chapter III)
- 2015 – Zenith
- 2016 – The 8 Pianos Project